# Tetragonisca fiebrigi
Tetragonisca fiebrigi är en biart som först beskrevs av Schwarz 1938.  Tetragonisca fiebrigi ingår i släktet Tetragonisca och familjen långtungebin. Inga underarter finns listade i Catalogue of Life.